# 玉路村
玉路村（たまじむら）は福島県大沼郡にあった村。現在の会津美里町の東端、阿賀川左岸にあたる。

## 地理
- 山：大日影山、舘山、新山、高畑山、六石山、大高森山、千沢岳
- 河川：阿賀川

## 歴史
- 1925年（大正14年）6月10日 - 氷玉岡村・川路村が合併して発足。
- 1954年（昭和29年）11月1日 - 本郷町と合併し、改めて本郷町が発足。同日玉路村廃止。